# Josef Wolfgang Dobernig

Josef Wolfgang Dobernig

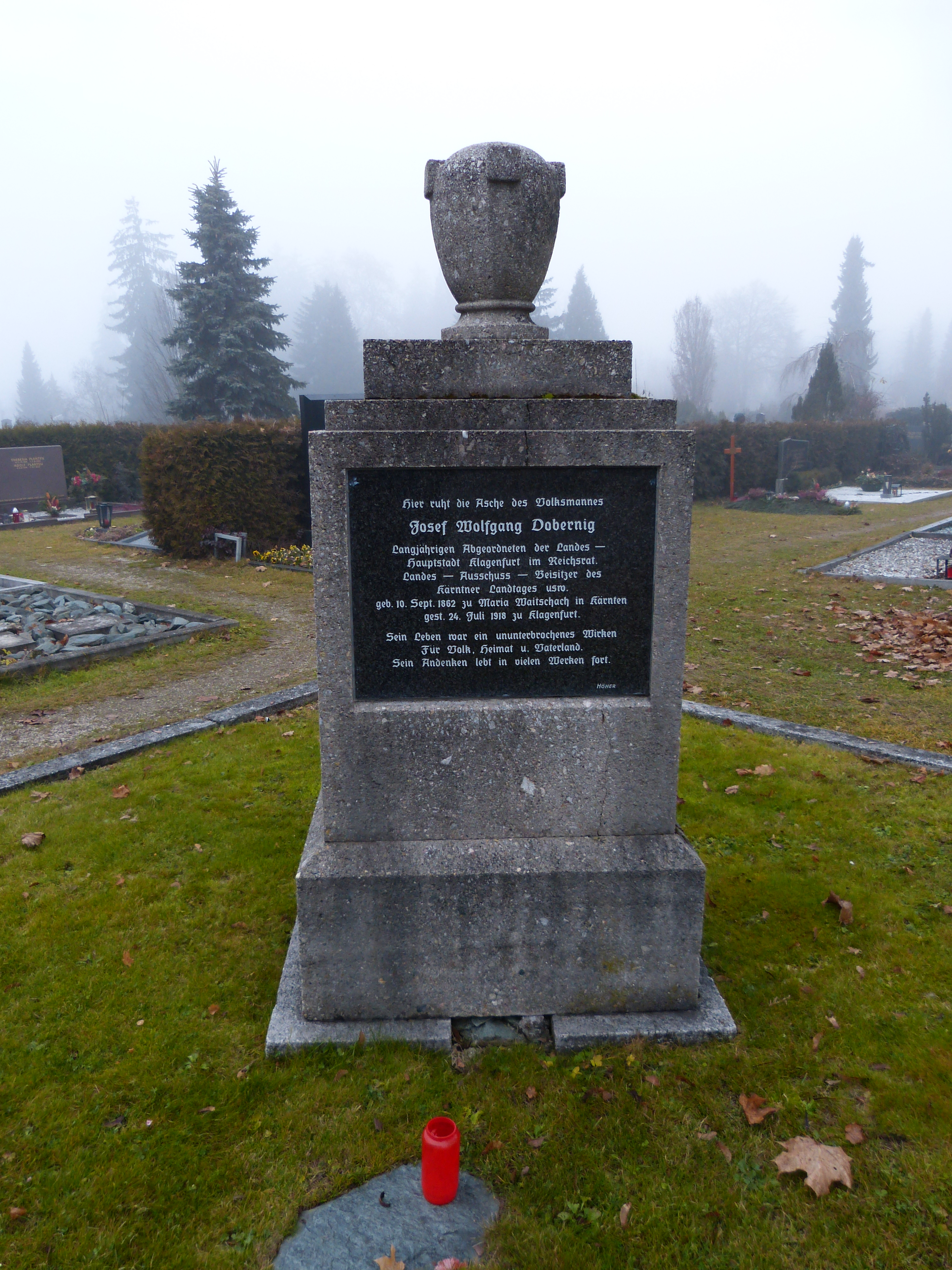
Grab am Friedhof Annabichl, Klagenfurt

Josef Wolfgang Dobernig (in der Literatur fälschlich auch Johann Wolfgang Dobernig; * 10. September 1862 in Maria-Waitschach, Kärnten; † 24. Juli 1918 in Klagenfurt) war ein österreichischer Politiker und Journalist.
Nach dem Gymnasium wurde Dobernig 1881 Redakteur der Triester Zeitung, von 1886 bis 1895 war er Redakteur und von 1887 bis 1907 Herausgeber der Freien Stimmen in Klagenfurt. Er war ein Vertreter der Los-von-Rom-Bewegung, wandte sich jedoch später davon ab. Ab 1895 war er Abgeordneter zum Österreichischen Reichsrat, wo er deutschnationale Positionen vertrat. Er war Mitglied des Kärntner Landtages und während des Ersten Weltkrieges Obmann des Deutschen Nationalverbandes.